# Aida Hadzialic
Aida Hadzialic (sinh ngày 21 tháng 1 năm 1987 tại Foca, Bosnia và Herzegovina) là một nhà chính trị Thụy Điển thuộc Đảng Dân chủ Xã hội.
Hadzialic bắt đầu thu hút sự chú ý của công chúng khi thủ tướng Thụy Điển Stefan Lofven trình diện nội các ngày 3 tháng 10 năm 2014. Bà được bổ nhiệm làm Bộ trưởng Giáo dục phụ trách Trung học và Đào tạo cho người trưởng thành, trở thành bộ trưởng trẻ nhất lịch sử Thụy Điển.

## Tiểu sử
Aida Hadzialic sinh ngày 21 tháng 1 năm 1987 tại Foca, Bosnia và Herzegovina. Hadzialic theo gia đình di cư tới Thụy Điển khi cô mới chỉ 5 tuổi, khi chiến tranh Bosnia xảy ra. 
Hadzialic tốt nghiệp ngành luật tại Đại học Lund. Cô gia nhập Đảng Dân chủ Xã hội Thụy Điển năm 16 tuổi. Hadzialic trở thành thành viên hội đồng cộng đồng Halmstad và đảm nhiệm vị trí phó thị trưởng thành phố khi cô 23 tuổi.